# Linienlampe

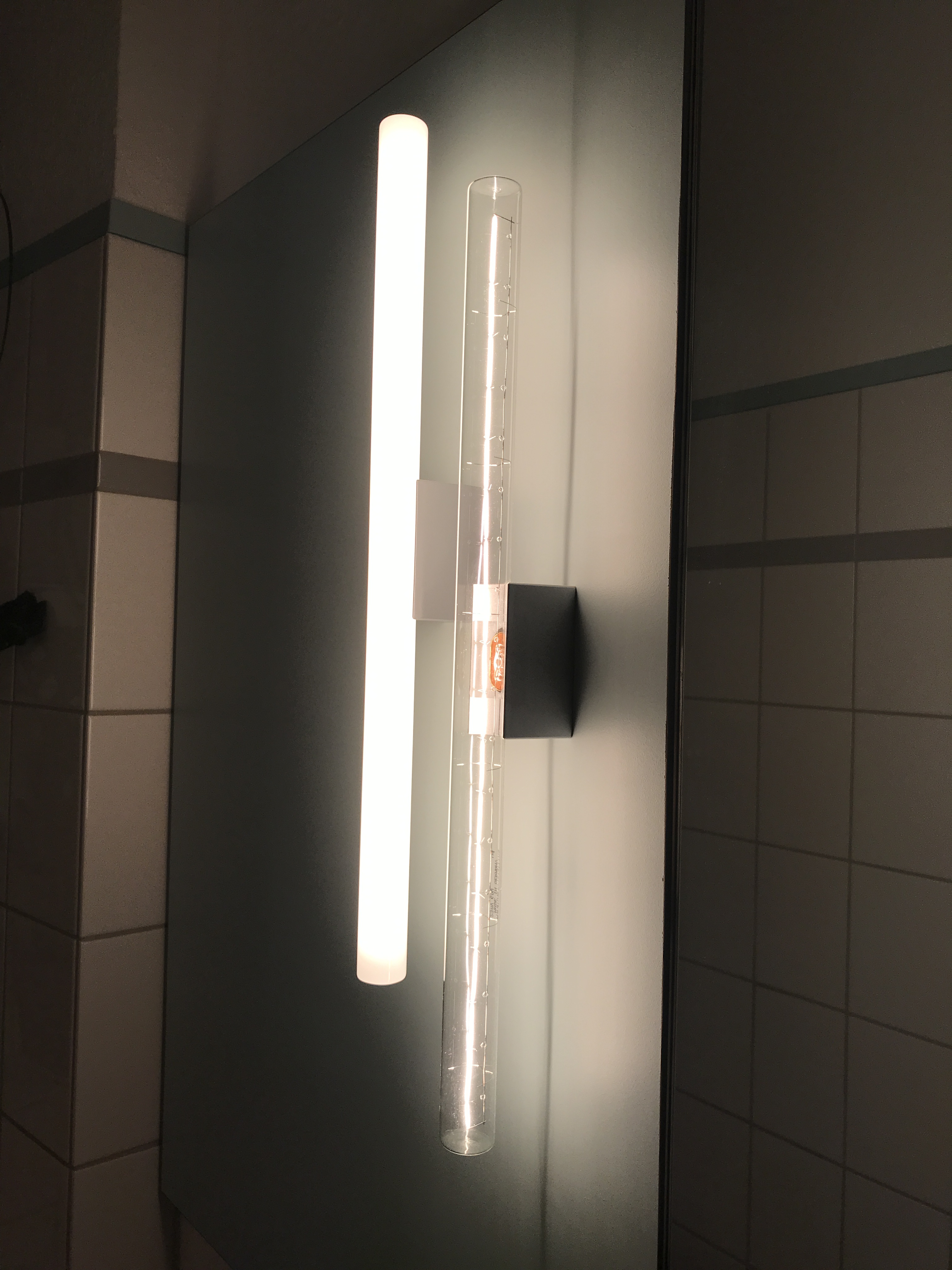
Linienlampe mit einem Sockel (Typ S14d) in opalweiß und transparent

Linienlampen sind Leuchtmittel in Röhrenform. Im länglichen Lampengehäuse befanden sich ursprünglich Glühfäden wie bei Glühlampen. Heutige Retrofits verwenden energiesparende LEDs.

## Einsatz
Linienlampen waren in Bad, Küche und als Lichtleiste in Schränken beliebt. Auch in der Veranstaltungstechnik, speziell im Bereich der Bühnenshow, wurden Linienlampen zum Teil in großen Mengen eingesetzt. Durch ihre relativ große Oberfläche bieten sie ein verteiltes, blendfreies Licht. Im Gegensatz zu Leuchtstofflampen, die überwiegend mit einer höheren Farbtemperatur und einem niedrigeren Farbwiedergabeindex zum Einsatz kamen, besaßen sie das warmweiße Licht von Glühlampen.

## Bauformen

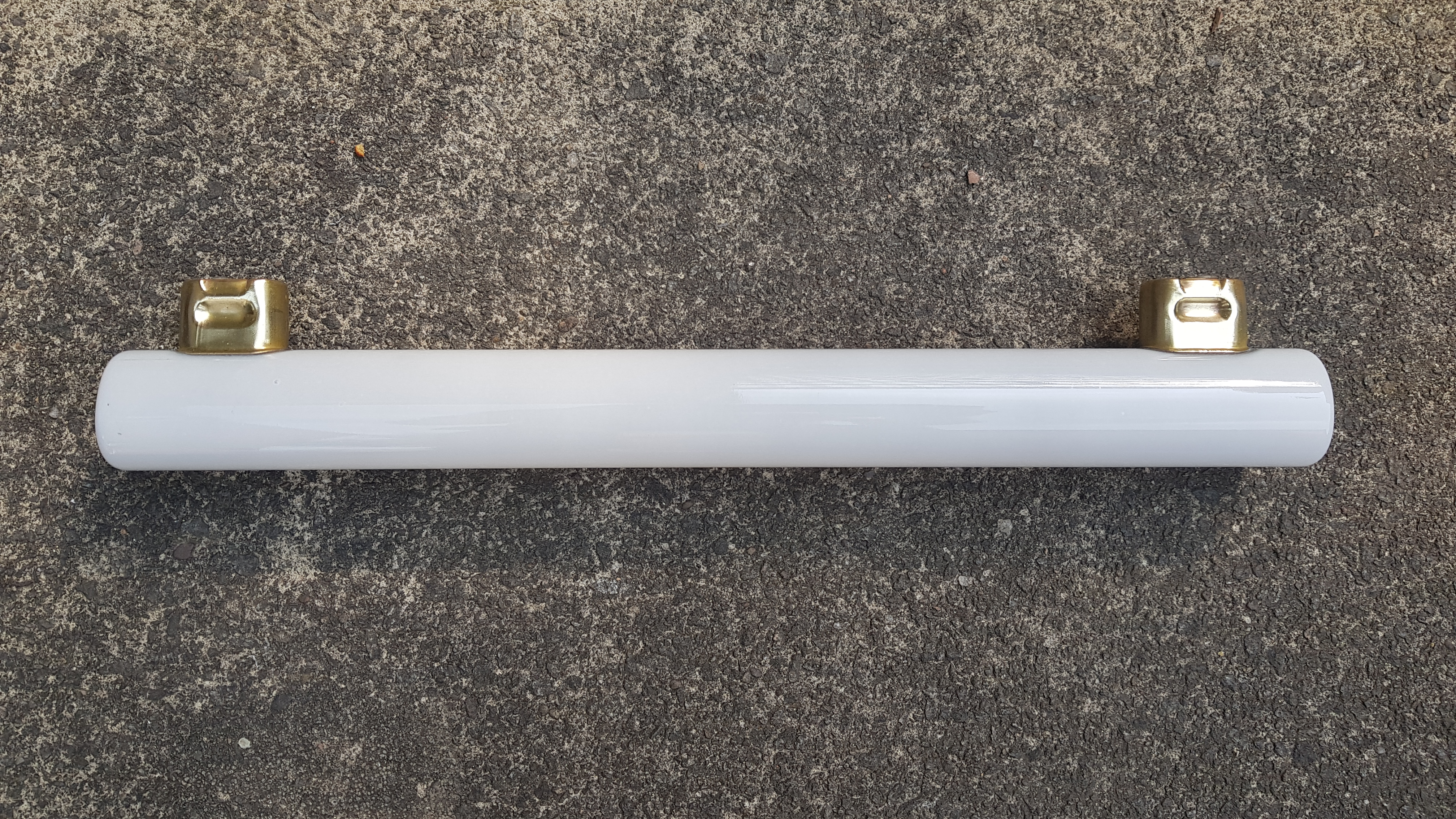
Linienlampe mit zwei Sockel (Typ S14s)

Linienlampen werden in den Längen 300, 500, 1000 mm hergestellt; der Durchmesser beträgt in allen Varianten rund 30 mm. Die klassischen Ausführungen der Linienlampe sind opalweiß und transparent.
Beim Lampensockel gibt es zwei Abschlusstypen nach der Norm IEC 7004-112:
- Beim Sockel S14d besitzt eine Linienlampe nur einen Sockel in der Mitte für eine elegante Befestigung.
- Beim Sockel S14s verfügt die Linienlampe über zwei Sockel jeweils am äußeren Ende zur stabileren Befestigung, die auch in getrennten Gehäusen untergebracht sein können. 1000-mm-Linienlampen gab es früher nur mit zwei Sockeln; seit der Einführung von LEDs sind 1000-mm-Linienlampen auch mit nur einem Sockel erhältlich.[1]

Bei einigen Fassungen werden die Kontakte durch Sicherheitsschalter spannungsfrei geschaltet, wenn kein Leuchtmittel eingesteckt ist.

## Leuchtmittel
Die Linienlampe ist in vier verschiedenen Leuchtmitteln anzutreffen.

### Klassische Linienlampen

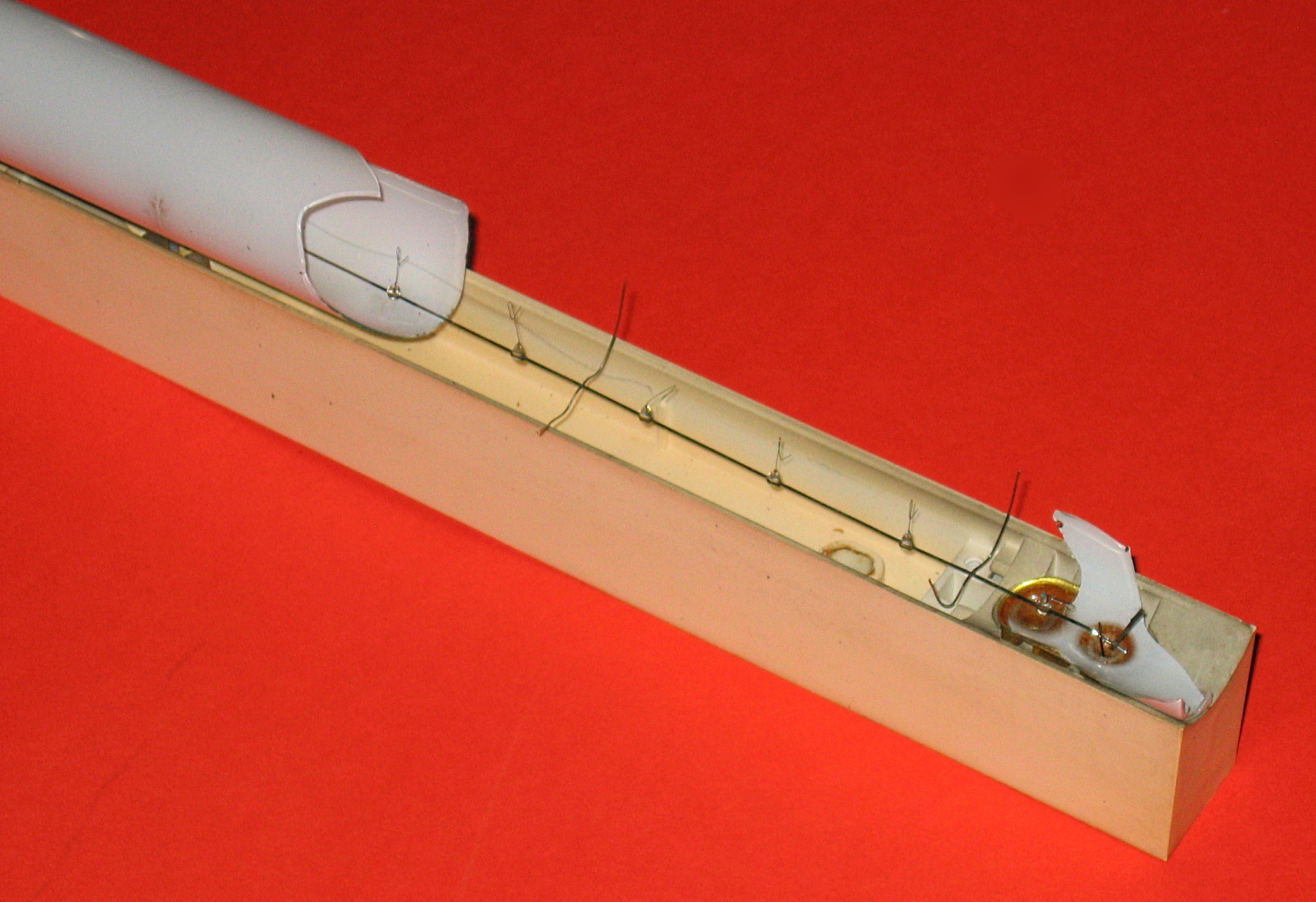
Zerbrochener Glaskolben mit Glühfaden (fein/oben), Abstandshaltern, Glastropfen zur Isolation und Trägerdraht mit Abstützungen

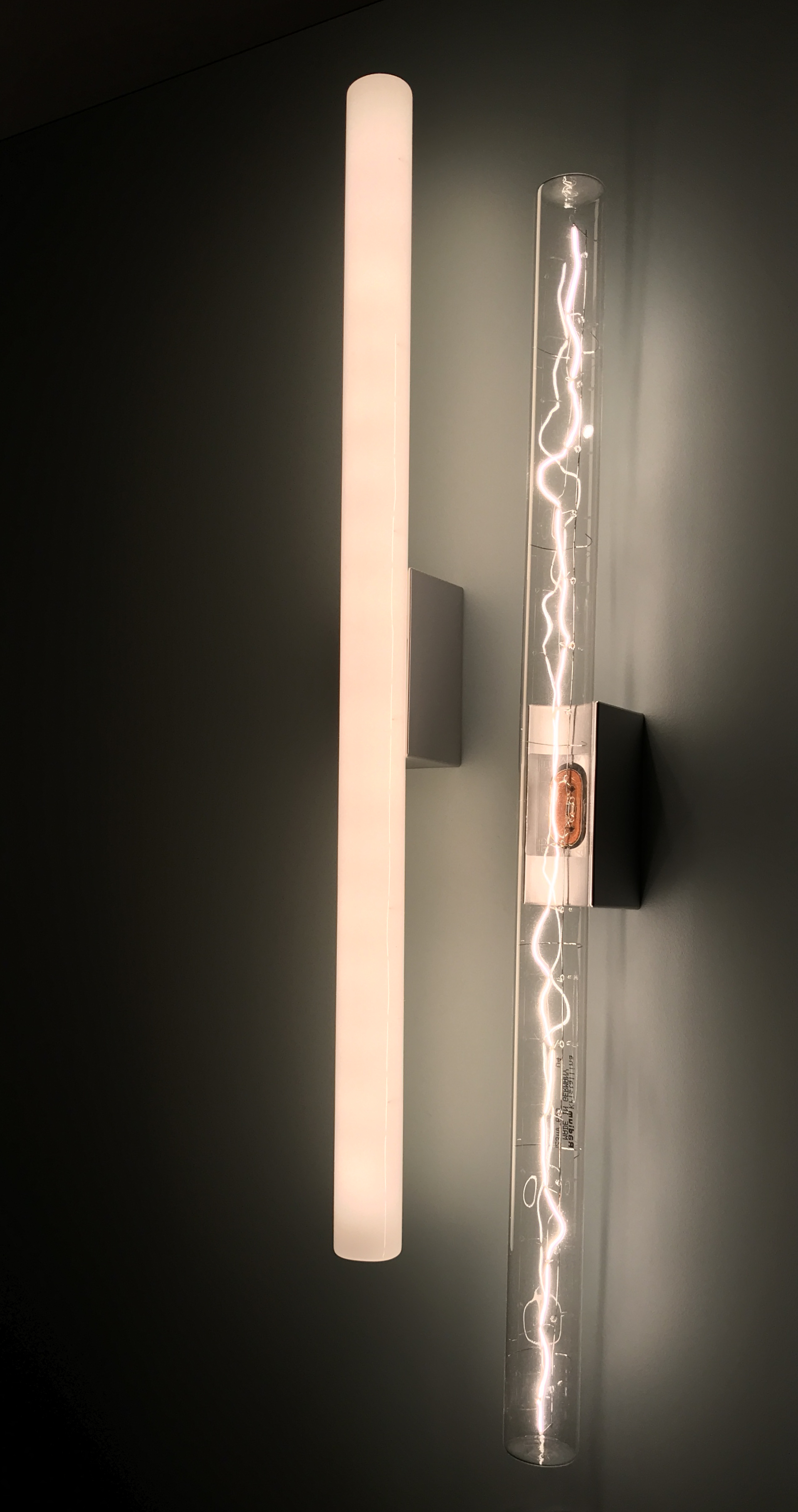
Verformter Glühfaden nach einem kurzen Fall zu Boden (langzeitstabil).

Die klassischen Linienlampen mit der Energieeffizienzklasse „G“ waren bis zum Verbot zum 31. Dezember 2012 nach der Ökodesign-Richtlinie 2005/32/EG unter folgenden Markennamen erhältlich:
- Kristallina von Radium (klarer Glaskolben)
- Linestra von Osram
- Philinea von Philips
- Ralina von Radium

Der Preis lag deutlich über dem einer vergleichbaren Leuchtstofflampe, allerdings waren die Fassungen wesentlich günstiger, da sie ohne Vorschaltgerät auskommen. Bauartbedingt gab es keine Einschaltverzögerung und das Licht flackerte beim Einschalten nicht; jedoch war die Linienlampe sehr stoßempfindlich.

### Energiespar-Linienlampen
Bis zur Markteinführung von LED-Linienlampen wurden auch Energiespar-Linienlampen mit der Energieeffizienzklasse „B“ hergestellt, die technisch Kompaktleuchtstofflampen mit elektronischem Vorschaltgerät entsprachen. Am 1. April 2015 wurde nach der EU-Richtlinie Herstellung und Verkauf von Leuchtmitteln verboten, die Quecksilber enthalten und eine Lichtausbeute von unter 80 Lumen pro Watt haben.
Seit dem 31. Dezember 2018 gilt nach der EU-Quecksilber-Verordnung für die Kompaktleuchtstofflampe ein Aus- und Einfuhr- sowie Herstellungsverbot.

### LED-Linienlampen
Seit 2016 dominieren LED-Varianten mit Energieeffizienzklasse „A“ den Retrofit-Markt für Linienlampen. Im Inneren befindet sich neben dem Treiber eine mit LED-Chips bestückte Platine. Wegen der gerichteten Abstrahlung der LEDs wird zur Diffusion oft ein opaler Kolben aus Glas oder Kunststoff verbaut.

### LED-Leuchtfaden-Linienlampen
Es sind auch transparente LED-Linienlampen erhältlich, die auf Basis von LED-Leuchtfäden (englisch LED filaments) aufgebaut sind, die die Anmutung klassischer transparenter Linienlampen imitieren und mit einem Abstrahlwinkel von 360° leuchten.